# 하동 운암리 최익현 영정
하동 운암리 최익현 영정(河東 雲岩里 崔益鉉 影幀)은 대한민국 경상남도 하동군 양보면, 운암영당에 있는 조선시대 최익현의 초상화이다. 2010년 10월 7일 경상남도의 문화재자료 제513호로 지정되었다.

## 지정 사유
면암 최익현(1833-1906)은 구한말 항일민족운동으로 커다란 족적을 남긴 애국지사로서 국민의 추앙을 받는 역사적 인물이며 최익현 선생의 영정을 하동 운암영당에 배향한 것은 1925년으로 영정은 그 이전에 조성된 것으로 추정되며 최익현 선생의 애국 충정과 그 역사성을 감안해 문화재자료로 지정한다.

## 같이 보기
- 최익현
- 운암영당

## 참고 자료
- 하동 운암리 최익현 영정 - 국가유산청 국가유산포털